# Diocese de Vic
A Diocese de Vic (em latim: Dioecesis Vicensis) é uma diocese da Igreja Católica da Espanha, sediada nas cidades de Vic na província de Barcelona, comunidade autónoma da Catalunha. Faz parte da Arquidiocese de Tarragona. Foi fundada em 500 pelo Papa Símaco como Diocese de Vic, e restaurada em 886 pelo Papa Estêvão V com o mesmo nome. Em 2022 contava com uma população católica de 412 029 fiéis, sendo 90,2% da população total, e tinha 141 paróquias.

## História
Em 500 o Papa Símaco funda a Diocese de Vic. Em 713 a diocese é suprimida, sendo restaurada em 886 pelo Papa Estêvão V com o mesmo nome. Em 1091 a diocese de vic torna-se sufragânea de Tarragona.  Em 1117 a Diocese de Vic perde território para a fundação da Diocese de Besalú. Em 1120 a Diocese de Besalú é extinta, tendo parte do seu território incorporado a Diocese de Vic. Em 1154 a diocese perde território para a Tarragona. Em 1593 a diocese perde território para estabelecer a Diocese de Solsona. Em 1874 a Diocese de Vic perde território para a Diocese de Barcelona. Em 1957 a diocese de Vic perde território para a Tarragona, em contrapartida ganha território das dioceses de Barcelona, Girona  e Solsona.

## Lista de bispos
A seguir uma lista de bispos da diocese desde sua restauração em 886. Não se tem muito registro dos bispos anteriores a essa data.
|               | Nome                                            | Período       | Notas                                   |
| Bispos de Vic | Bispos de Vic                                   | Bispos de Vic | Bispos de Vic                           |
| ------------- | ----------------------------------------------- | ------------- | --------------------------------------- |
| 71º           | Román Casanova Casanova                         | 2003 - atual  |                                         |
| 70º           | José María Guix Ferreres                        | 1983 - 2003   |                                         |
| 69º           | Ramón Masnou Boixeda                            | 1955 - 1983   |                                         |
| 68º           | Juan Perelló y Pou, M.S.C.                      | 1927 - 1955   | Faleceu no cargo                        |
| 67º           | Francisco Muñoz e Izquierdo                     | 1916 - 1925   | Nomeado patriarca das Índias Ocidentais |
| 66º           | José Torras y Bages                             | 1899 - 1916   | Faleceu no cargo                        |
| 65º           | José Morgades y Gili                            | 1882 - 1899   | Nomeado bispo de Barcelona              |
| 64º           | Pedro Nolasco Colomer y Mestres                 | 1875 - 1881   | Faleceu no cargo                        |
| 63º           | Antonio Luis Jordá y Soler                      | 1866 - 1872   | Faleceu no cargo                        |
| 62º           | Juan José Castañer y Rivas                      | 1857 - 1865   | Faleceu no cargo                        |
| 61º           | Antonio Palau Termes                            | 1853 - 1857   | Nomeado bispo de Barcelona              |
| 60º           | Llucià Casadevall i Duran                       | 1848 - 1852   | Faleceu no cargo                        |
| 59º           | Pablo Jesús Corcuera y Caserta                  | 1824 - 1835   | Faleceu no cargo                        |
| 58º           | Ramón Strauch e Vidal, O.F.M.                   | 1816 - 1823   | Faleceu no cargo                        |
| 57º           | Francisco Veyán y Mola                          | 1783 - 1815   | Faleceu no cargo                        |
| 56º           | Antonio Manuel Hartalejo López, O.de M.         | 1777 - 1782   | Faleceu no cargo                        |
| 55º           | Bartolomé Sarmentero, O.F.M.                    | 1752 - 1775   | Faleceu no cargo                        |
| 54º           | Manuel Muñoz Guil                               | 1744 - 1750   | Faleceu no cargo                        |
| 53º           | Ramón Marimón Corbera                           | 1720 - 1744   | Faleceu no cargo                        |
| 52º           | Manuel Senjust y de Pagés                       | 1710 - 1720   | Faleceu no cargo                        |
| 51º           | Antonio Pascual                                 | 1685 - 1704   | Faleceu no cargo                        |
| 50º           | Jaime Mas                                       | 1674 - 1684   | Faleceu no cargo                        |
| 49º           | Jaime de Copóns y de Tamarit                    | 1665 - 1673   | Nomeado bispo de Lérida                 |
| 48º           | Braulio Sunyer                                  | 1663 - 1664   | Nomeado bispo de Lérida                 |
| 47º           | Francisco Crespín de Valldaura i Brizuela, O.P. | 1655 - 1662   | Faleceu no cargo                        |
| 46º           | Ramón Sentmenat y Lanuza                        | 1640 - 1655   | Nomeado bispo de Barcelona              |
| 45º           | Alfonso de Requeséns Fenollet, O.F.M.           | 1639          | Não chegou a assumir                    |
| 44º           | Gaspar Gil y Miravete de Blancas                | 1634 - 1638   | Faleceu no cargo                        |
| 43º           | Pedro Magarola Fontanet                         | 1627 - 1634   | Nomeado bispo de Lérida                 |
| 42º           | Andrés de San Jerónimo, O.S.H.                  | 1614 - 1625   | Faleceu no cargo                        |
| 41º           | Antonio Gallart Traginer                        | 1612 - 1613   | Faleceu no cargo                        |
| 40º           | Onofre Reart                                    | 1608 - 1611   | Nomeado bispo de Girona                 |
| 39º           | Francisco Robuster Sala                         | 1598 - 1607   | Faleceu no cargo                        |
| 38º           | Juan Vila                                       | 1597 - 1597   | Faleceu no cargo                        |
| 37º           | Pedro Jaime                                     | 1587 - 1596   | Nomeado bispo de Albarracin             |
| 36º           | Juan Bautista Cardona                           | 1584 - 1587   | Nomeado bispo de Tortosa                |
| 35º           | Pedro de Aragón                                 | 1577 - 1584   | Nomeado bispo de Jaca                   |
| 34º           | Bernardo Jossa Cardona, O.S.B.                  | 1574 - 1575   | Faleceu no cargo                        |
| 33º           | Benito Tocco, O.S.B.                            | 1564 - 1572   | Nomeado bispo de Girona                 |
| 32º           | Acisclo de Moya y Contreras                     | 1554 - 1564   | Nomeado arcebispo de Valência           |
| 31º           | Juan Tormo                                      | 1510 - 1553   | Faleceu no cargo                        |
| 30º           | Juan de Enguera, O.P.                           | 1505 - 1510   | Nomeado bispo de Lérida                 |
| 29º           | Juan de Peralta, O.S.B.                         | 1493 - 1504   | Faleceu no cargo                        |
| 28º           | Guillermo Ramón de Moncada                      | 1473 - 1493   | Nomeado bispo de Mallorca               |
| 27º           | Cosme de Monserrat                              | 1459 - 1473   | Faleceu no cargo                        |
| 26º           | Jaume Francesco de Cardona i de Aragón          | 1445 - 1459   | Nomeado bispo de Girona                 |
| 25º           | Jordi d'Ornos                                   | 1423 - 1445   | Renunciou                               |
| 24º           | Alfons de Tous                                  | 1410 - 1421   | Faleceu no cargo                        |
| 23º           | Diego de Heredia                                | 1400 - 1409   | Faleceu no cargo                        |
| 22º           | Francisco Riquer y Bastero, O.F.M.              | 1393 - 1400   | Nomeado bispo de Segorbe-Albarracin     |
| 21º           | Jean Bauffès                                    | 1391 - 1393   | Nomeado bispo de Huesca                 |
| 20º           | Fernando Pérez Calvillo                         | 1383 - 1391   | Nomeado bispo de Tarazona               |
| 19º           | Garsías Fernández de Heredia                    | 1377 - 1383   | Nomeado arcebispo de Saragoça           |
| 18º           | Ramon de Belleria                               | 1352 - 1377   | Faleceu no cargo                        |
| 17º           | Loup Fernández de Luna                          | 1348 - 1351   | Nomeado arcebispo de Saragoça           |
| 16º           | Hugo de Fenollet                                | 1346 - 1348   | Nomeado bispo de Valência               |
| 15º           | Miguel de Riçoma                                | 1345 - 1346   | Nomeado bispo de Barcelona              |
| 14º           | Galcerán Sacosta                                | 1328 - 1345   | Faleceu no cargo                        |
| 13º           | Berenguer de Guardia                            | 1306 - 1328   | Faleceu no cargo                        |
| 12º           | Ponç de Vilaró                                  | 1302 - 1306   | Faleceu no cargo                        |
| 11º           | Berenguer de Bellvís                            | 1298 - 1301   | Faleceu no cargo                        |
| 10º           | Raimundo de Anglesola                           | 1265 - 1298   | Faleceu no cargo                        |
| 9º            | Bernat de Mur                                   | 1243 - 1264   | Faleceu no cargo                        |
| 8º            | São Bernardo Calvo, O.Cist.                     | 1233 - 1243   | Faleceu no cargo                        |
| 7º            | Guillem de Tavertet                             | 1195 - 1233   | Faleceu no cargo                        |
| 6º            | Ramón de Castellterçol                          | 1186 - 1194   | Nomeado arcebispo de Tarragona          |
| 5º            | Pedro Redorta                                   | 1147 - 1185   | Faleceu no cargo                        |
| 4º            | Raimundo Godefroid d'Ausone                     | 1109 - 1146   | Faleceu no cargo                        |
| 3º            | Fruyan                                          | 972 - 992     | Faleceu no cargo                        |
| 2º            | Jorge                                           | 914 - 947     | Faleceu no cargo                        |
| 1º            | Godmaro                                         | 886 - 889     | Faleceu no cargo                        |